# Heyndrickxia coagulans
Bacillus coagulans
Espèce
Synonymes
- Bacillus coagulans Hammer 1915 (basionyme)
- Weizmannia coagulans (Hammer 1915) Gupta et al. 2020

Heyndrickxia coagulans (syn. Bacillus coagulans) est une espèce bactérienne du genre Heyndrickxia (anciennement Bacillus) produisant de l'acide lactique.

## Taxonomie
Cette bactérie fut isolée et décrite pour la première fois en 1932 et fut détaillée dans la 50e édition du Bergey’s Manual of Determinative Bacteriology. Elle était originellement considérée comme un Lactobacillus sporulant. Cependant Heyndrickxia coagulans montrant des caractéristiques spécifiques à la fois des genres Lactobacillus et Bacillus, sa position taxonomique entre les familles des Lactobacillaceae et des Bacillaceae est souvent débattue. Toutefois, dans la 70e édition du Bergey's, elle a été finalement déplacée dans le genre Bacillus. Des analyses reposant sur l'ADN ont été utilisées pour distinguer ces deux genres bactériens qui ont une morphologie similaire et possèdent des caractéristiques physiologiques et biochimiques identiques,. En 2023 l'espèce a été déplacée dans le genre Heyndrickxia.

## Description
H. coagulans est une bactérie Gram positive en forme de bâtonnet d'une taille de 0,9 μm par 3,0 μm à 5,0 μm, catalase positive, sporulant, mobile, anaérobie facultative. Cependant B. coagulans peut apparaître comme une Gram négative lorsqu'elle est issue d'une culture en phase stationnaire. Sa température optimale de croissance est de 50 °C, l'échelle de températures tolérées est de 30 °C à 55 °C. Ces bactéries sont positives aux test VP et MR (rouge méthyle) des tests IMViC.

## Utilisations
H. coagulans a été ajouté par l'AESA à sa liste Qualified Presumption of Safety (QPS) (Présumé comme sûr)
 et a été approuvée pour usage vétérinaire comme GRAS par le Centre de Médecine Vétérinaire de la Food and Drug Administration américaine ainsi que par l'Union Européenne et est listée par l'AAFCO comme complément alimentaire pouvant être utilisé dans les élevages d'animaux. Cette bactérie est principalement à usage vétérinaire, particulièrement comme probiotique chez les cochons et les crevettes. Une utilisation chez les humains est aussi possible, en particulier afin d'améliorer la flore vaginale,, les maux d'estomac et les ballonnements chez les patients atteints du Syndrome du colon irritable et augmente la réponse immunitaire aux infections virales. Cette bactérie a aussi été évaluée comme sûre pour les produits alimentaires. Les spores sont produites dans l'environnement acide de l'estomac et commencent à germer et proliférer dans l'intestin
H. coagulans est souvent dénommée Lactobacillus sporogenes ou « bactérie lactique sporulante © probiotique » mais il s'agit d'un nom obsolète en raison des changements taxonomiques de 1939. Bien que H. coagulans produise du L-acide lactique, les bactéries utilisées dans ces produits ne sont pas des bactéries lactiques, puisque celles de la famille des Bacillaceae n'appartiennent pas au groupe des bactéries lactiques. Par définition, les bactéries lactiques (Lactobacillus, Bifidobacterium) ne produisent pas de spores. Par conséquent, l'utilisation du nom Lactobacillus sporogenes est scientifiquement incorrecte.